# Стиль научного мышления
Стиль научного мышления в философии науки выражает мировоззренческий и методологический подход к пониманию мира и объяснению эмпирических фактов. Включает в себя применяемые на данном историческом этапе развития науки методы эмпирического и теоретического исследования, определённую гносеологическую или социальную установку в познании, философские идеи и принципы, психологию учёных. Понятие «стиль научного мышления» было введено в науку М. Борном и Л. Флеком.
Смена научных картин мира сопровождается сменой стилей научного мышления. Примерами стилей научного мышления являются: стиль научного мышления Нового времени (принцип экспериментального изучения природы, формулировка законов физики на языке математики,
механистические представления о мире), неклассический стиль научного мышления (квантово-релятивистские представления о мире,
усиление математизации науки).